# 양안 관계
양안 관계(兩岸 關係)는 현재 국공 내전을 통해 중국 대륙을 통일한 중화인민공화국과 본토에서 쫓겨나 대만섬으로 국부천대한 중화민국 사이 관계를 말한다. 양안(兩岸)이란 자연적인 군사분계선 역할을 하게 된 대만 해협을 두고 서안(대륙)과 동안(대만)으로 마주보는 관계라 하여 붙은 이름이며, 두 국가가 된 양자 관계는 '두 국가의 외교'가 아닌 '특수한 상태의 관계'이므로, 남북 관계와 유사한 개념으로 양안 관계라는 표현을 흔히 사용하고 있다.

## 개요
양안 관계는 대만(중화민국)의 국체를 인정하는지 아닌지, 이 점을 핵심적인 논쟁거리로 삼는다. 대만섬은 1945년에 제2차 세계 대전에서 일본 제국이 패망할 때까지 일본 통치 하에 있었으며, 이후 1949년에 국공 내전에서 패배한 장제스가 이끄는 국민당이 중국 본토에서 대만섬으로 도망쳐 중화민국을 이어가, 다시 중국 본토와 연이 끊어졌다. 이 때 이후로 베이징과 타이베이의 권력자들은 현재까지 제한된 접촉을 이어가고 있으며, 군사적인 도발들이 끊임없이 일어나고 있으며 외교적으로도 충돌하고 있다. 중화민국과 중화인민공화국 모두 '하나의 중국'을 표방하며, 스스로를 유일한 합법 정부로 보고 서로의 정부를 불법으로 규정하고 있으나, 실제로는 국제법상 매우 복잡한 관계를 이어가고 있기에 단순하게 생각하면 안 된다.
중화민국은 공식적으로 중국 대륙을 미수복된 본토(반란에 의한 실지)로 간주한다. 그러나 1971년 유엔에서의 중국대표권을 박탈당한 이후에 국제 기구에 가입하거나 각종 국제행사에 참가할 때에는 정치적 압력에 의하여 국호 등 국가상징의 사용을 매우 제한받고 있다. 이에 대만은 국제행사에 참여를 하지 못하거나 중화 타이베이 등의 명칭으로 제한된 역할을 수행하고 있다. 그 이유는 중화인민공화국이 유엔에서 중화민국이 누리던 지위와 권한을 모두 승계하며 강대국의 타이틀을 거머쥐었고, 중화민국은 UN 탈퇴 이후 국제사회에서 급속히 소외되면서 두 국가라는 사실조차 제대로 조명받지 못하게 되었기 때문이다. 현재 중화민국의 정치 판도는 크게 범람연맹과 범록연맹으로 나뉘는데 전자는 친중국파이고, 후자는 탈중국파로 정의된다. 대체적으로 중국 국민당의 세가 큰 북부에서는 범람 지지자가 많고, 남부에서는 범록 지지자가 많다. 또한, 같은 중화권으로 분류되기는 하지만 상이한 정치체제를 가진 중화민국과 중화인민공화국은 이후 오랫동안 교류가 부진해 사회 및 문화적으로도 매우 이질화되었으며 이 때문에 대만 명의의 자주국가를 건설하자는 세력도 존재하는 등 복잡한 양상이다.

## 비교
| 공식 명칭                   | 중국 (중화인민공화국)               | 대만 (중화민국)                        |
| --------------------------- | ----------------------------------- | -------------------------------------- |
| 국기                        |                                     |                                        |
| 면적                        | 9,596,961 km2 (3,705,407 sq mi)     | 36,193 km2 (13,974 sq mi)              |
| 인구                        | 1,408,280,000명 (2024년 추정치)     | 23,396,049명 (2025년 추정치)           |
| 인구 밀도                   | 139.6/km2 (363.3/sq mi)             | 646/km2 (1,673/sq mi)                  |
| 수도                        | 베이징                              | 타이베이                               |
| 최대 도시                   | 상하이 - 24,874,500명 (2023년)      | 타이베이 - 2,494,813명 (2023년 추정치) |
| 주민                        | 중국 본토인                         | 대만인                                 |
| 국가                        | 의용군 진행곡                       | 중화민국 국가                          |
| 정부                        | 일당제 사회주의 공화국              | 다당제 민주주의 공화국                 |
| 최고지도자                  | 중국공산당 총서기: 시진핑           | 총통: 라이칭더                         |
| 국가원수                    | 주석: 시진핑                        | 총통: 라이칭더                         |
| 정부수반                    | 국무원 총리: 리창                   | 행정원장: 줘룽타이                     |
| 입법기관                    | 전국인민대표대회                    | 중화민국 입법원                        |
| 언어                        | 보통화                              | 관어                                   |
| 공문서 사용 언어            | 간체자                              | 정체자·알파벳                          |
| 통화                        | 런민비                              | 신 대만 달러                           |
| 국가번호                    | +86, +852, +853                     | +886                                   |
| 국가 코드                   | .cn, .hk, .mo                       | .tw                                    |
| GDP (명목)                  | $19,231,705 (2025년 IMF 추정치)     | $804,889 (2025년 IMF 추정치)           |
| GDP (PPP)                   | $40,716,448 (2025년 IMF 추정치)     | $1,965,839 (2025년 IMF 추정치)         |
| 1인당 명목 GDP              | $13,687 (2025년 IMF 추정치)         | $34,426 (2025년 IMF 추정치)            |
| 1인당 GDP (PPP)             | $28,978 (2025년 IMF 추정치)         | $84,082 (2025년 IMF 추정치)            |
| 지니 계수                   | 46.2 (높음)                         | 34.2 (중간)                            |
| 인간개발지수                | 0.719 (높음)                        | 0.882 (매우 높음)                      |
| 외환보유고                  | $3,341,000                          | $406,062                               |
| 국방비 지출 (GDP 대비 비율) | $106.4 billion (2012) – 2.1% (2012) | $8.888 billion (2013) – 2.3% (2012)    |

## 역사
양안은 오래 전부터 서로 간에 교류를 이어왔으나, 고대 중국 왕조가 정식으로 대만섬을 자신의 영토로 정복해 다스린 적은 없었다. 16세기와 17세기, 중국과의 무역을 하고 싶어하던 포르투갈인들이 제일 먼저 대만섬을 탐험하였으며, 이후 네덜란드와 스페인이 이 곳에 관심을 보이기 시작하였다. 1624년에는 네덜란드가 대만에 첫 정착지를 개척하였다. 허나 1662년, 명나라의 장군 정성공이 청나라의 군대를 피해 대만섬으로 도망쳤고, 네덜란드인들을 쫓아냈다. 정성공은 이 곳에 정씨 왕조를 세웠고, 중국 본토 해안 등을 약탈하며 명나라 복위 운동을 벌이고자 하였다. 하지만 결국 정씨 왕조도 1683년에 청나라에 복속되었고, 바로 다음 해에 푸젠성의 관할로 편입되었다. 이후 약 2백여년 동안, 청나라 중앙 정부는 대만섬에 큰 관심을 쏟지는 않았다.
상황은 19세기에 변한다. 대만섬은 그 전략적인 위치와 자원 때문에 서구 열강과 일본, 그리고 청나라의 관심을 집중적으로 받기 시작했고, 청나라는 이 곳에 급격한 근대화 정책을 실시한다. 1887년에 황실 칙령으로 복건대만성이 선포되었으며 1897년에 이르자 대만은 청나라에서도 가장 발전한 지방들 중 하나로 떠오른다. 하지만 1895년에 청나라가 청일 전쟁에서 일본 제국에게 패배하자, 청나라는 일본에게 대만섬을 강제로 할양해야만 했다. 청나라 충성파들은 대만민주국을 세워 일본에게 저항하고자 하였으나, 일본은 압도적인 화력으로 이들을 손쉽게 물리치고 대만을 지배하기 시작하였다.
일본은 이후 1945년까지 대만을 지배하였다. 일본은 이 곳을 대중국 외교창구로 활용했고, 침략 전쟁을 위한 전진기지로 썼다. 그러던 중 1945년, 일본은 제2차 세계 대전에서 패망했고 대만에서 마침내 철수하였다. 일본이 물러가자 국민당이 이끄는 중화민국이 진주했고, 새로운 통치자로 군림하였다. 허나 1945년까지 상당히 긴 세월 동안 타국의 통치를 받았던 대만인들과, 마치 정복자처럼 위세를 부리면서 대만인들을 업신여겼던 국민당 군대는 당연히 갈등을 겪을 수 밖에 없었다. 결국 1948년 2월 28일에 2·28 사건이 터졌고, 이 때 처음으로 대만 독립 운동이 씨를 뿌린 것으로 여겨진다.
한편 중국 본토에서는 중국 공산당과 중국 국민당 사이에서 대규모 전면전, 즉 국공내전이 일어났다. 1949년에 이르자, 국민당은 패색이 만연해졌고 결국 1949년 10월 1일, 공산당의 최고 지도자 마오쩌둥은 베이징에서 중화인민공화국을 선포하였다. 전쟁에서 패배한 국민당과 총통이었던 장제스는 대만으로 국부천대하였고, 1949년 12월에 타이베이를 임시 수도로 삼았다.

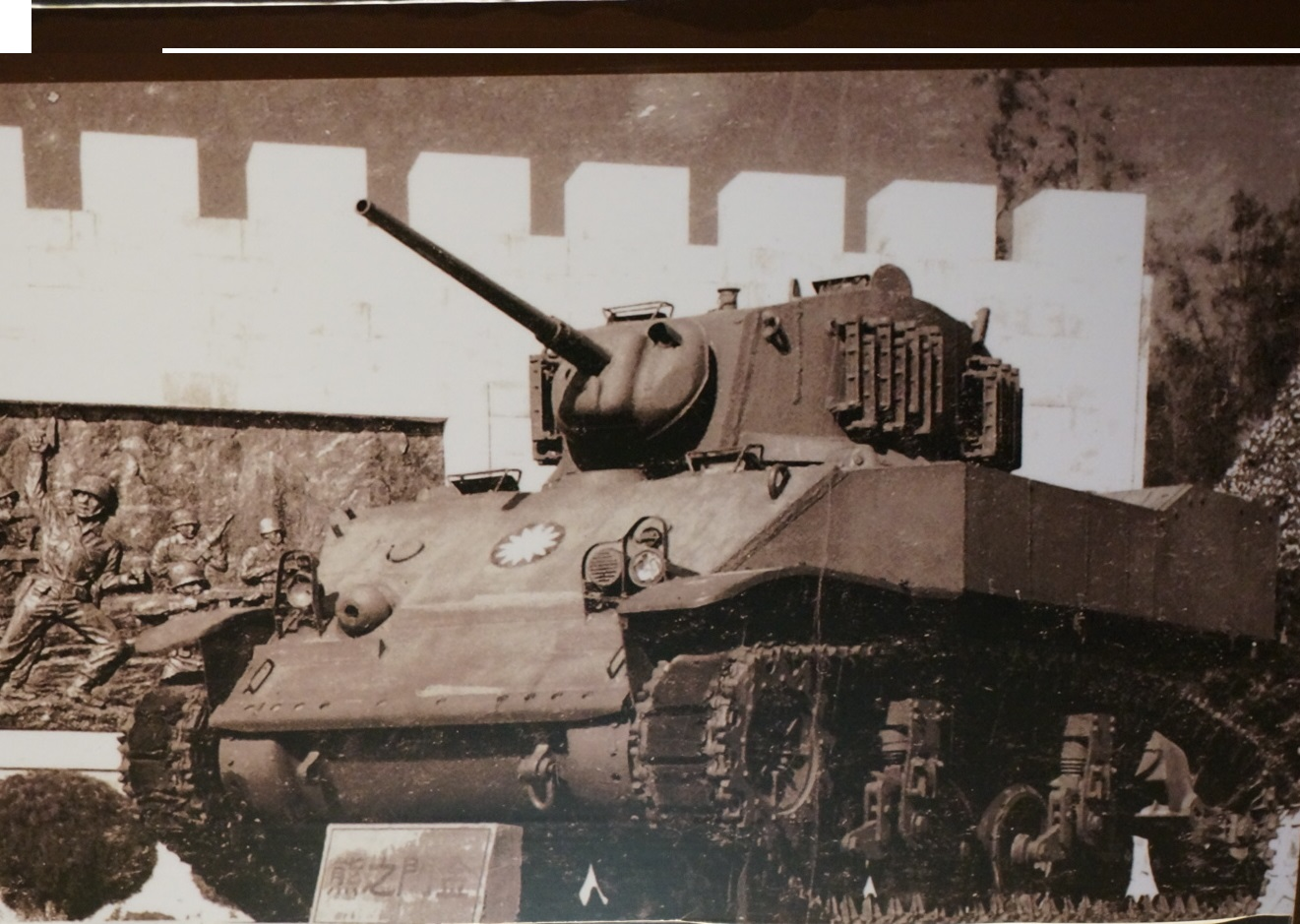
구닝터우 전투

### 군사 충돌기 (1940~1979년)
중화민국과 중화인민공화국은 1979년까지 거의 준전시 상황에 놓여있었다. 중화인민공화국은 1949년 중화민국이 통치하고 있던 진먼을 공격하였고, 결국 구닝터우 전투가 일어났다. 구닝터우 전투에서 중화인민공화국은 중화민국 국군에게 대패하였고, 결국 진먼에 대한 중화민국의 통치를 공고히 하는 역효과를 불러왔다. 하지만 중화인민공화국은 이에 굴하지 않고 끊임없이 중화민국을 공격하였으며, 대부분의 경우 상당히 성공적인 결과를 냈다. 1950년 4월에 중화인민공화국은 하이난섬 상륙 전역을 벌였고, 같은 해 8월에 완산군도 전역을 실시하여 중화민국의 영토를 조금씩 빼앗아나갔다.
1949년 6월, 중화민국은 해군을 총동원하여 중국 본토의 모든 항구들을 봉쇄하여 그 어떠한 외국 선적의 선박들도 함부로 중국 본토로 쉽게 진입하지 못하도록 하였다. 봉쇄 조치는 푸젠성에서 만주의 랴오허까지 쭉 이어졌다. 당시 중화인민공화국의 내륙 교통로는 발달이 거의 되지 않은 상태였기에 중국 본토는 해상 교통에 크게 의존하고 있었고, 이 상황에서 중화민국이 해로를 차단하자 중국의 경제는 크나큰 타격을 입었다. 또한 중화민국 해군은 중화인민공화국 소속의 어선들까지 공격하며 막대한 피해를 주었다.
중국 본토를 잃은 이후, 대략 12,000여 명의 국민당군이 버마로 도망쳐 중국 남부에 지속적인 게릴라전을 펼쳤다. 그들의 지도자였던 리 미 장군은 중화민국의 전폭적인 후원을 받았으며, 윈난성의 총책직을 맡았다. 미국도 중화인민공화국을 견제하기 위하여 중화민국을 지지하였으며, CIA도 나서 이들을 지원하였다. 하지만 버마 정부가 1953년에 국제 사회에 이 국민당군들에 대한 불만을 토로하자, 미국은 점차 이 군대를 대만섬으로 철수시키라고 중화민국을 압박하기 시작하였다. 결국 1954년 말, 6천 여 명의 군대가 버마에서 철수했으며 리 미 장군은 공식적인 군대 해산을 선언했다. 다만 수 천명의 군대는 여전히 남았으며, 중화민국은 공식적, 비공식적인 방법으로 그들을 여전히 지원하고 통제하였다.
한국 전쟁 동안, 포로로 사로잡힌 중공군들 중 일부는 한때 중화민국 소속의 군인들이었는데, 이들중 상당수가 포로에서 풀려날 때 중화인민공화국으로 돌아가기보다 대만섬으로 돌아갈 것을 택했다. 국민당 군인들은 여전히 게릴라전을 펼치며 1950년대 초까지 중국 서남부를 공략했고, 중화민국은 끊임없이 상하이와 같은 주요 연안 도시들에 공습을 감행하는 등 도발을 계속하였다.
중화민국은 푸젠 성에 간신히 남아있는 섬들 몇몇을 극도로 중요시했다. 이들은 이 섬들이 나중에 중국에 재진출하기 위한 발판으로 보았고, 중화인민공화국이 이 섬들을 노리는 것을 극히 경계하였다. 1954년 9월 3일, 인민해방군이 진먼을 포격하기 시작하였고 결국 1차 타이완 해협 위기가 터졌다. 1955년 1월 20일, 인민해방군은 인근의 이장산에서 이장산전투를 벌였고, 720여 명에 달하는 중화민국 병사들이 죽거나 다쳤다. 1월 24일, 미국 의회는 대만 결의안을 채택하여 진먼 등 중화민국의 본토 영토를 미국이 함께 수호하여 준다는 내용의 법안을 통과시켰다. 1차 타이완 해협 위기는 1955년 3월에 인민해방군이 포격을 멈추며 끝났다.
제 2차 타이완 해협 위기는 1958년 8월 23일, 인민해방군과 중화민국 공군과 해군이 격돌하며 시작되었다. 중화인민공화국은 곧바로 진먼에 대규모 대포 사격을 퍼부었고, 중화민국은 본토의 샤먼시에 맹공을 가했다. 위기는 같은 해 11월에 종결되었다. 미국은 중국의 군사 기지를 공격해달라는 장제스의 요구는 받아들이지 않았으나, 대신 중화민국에게 대공 미사일들과 전투기들을 크게 지원하였다. 또한 육지 강습을 돕기 위하여 상륙함들을 지원하였고, 원활하게 중화민국이 보급을 할 수 있도록 도왔다. 9월 7일, 미국은 중화민국 보급선을 호위해주었고, 미국이 보급선을 직접 지키고 있는 것을 본 인민해방군은 감히 이를 공격하지 못했다. 10월 25일, 중화인민공화국은 점차 포격을 줄여나갔고, 인민해방군이 오직 홀수번째 날에만 진먼 등 중화민국령을 공격할 것이라고 밝혔다.
결국 11월에 위기는 일단 수습되었으나, 양측은 전쟁을 공식적으로 끝내기 위한 그 어떠한 공식적인 합의나 공동 선언문을 발표하지 않았다. 1950년대가 지나자, 점차 '전쟁'은 실제 군사적 대치보다는 상징적인 의미가 강해졌다. 진먼에 대한 폭격은 점차 줄어들었고, 대신 중화인민공화국은 계속 진먼을 향한 포문을 열었다 닫았다 하는 것으로 위협을 하였다. 이후 포문들은 공산당의 프로파간다를 담은 판넬들로 일부 대체되었다. 1979년에 이르러 중화인민공화국과 미국이 공식적으로 수교하자 중화인민공화국의 진먼 포격은 마침내 끝났다.
이 시기 중화인민공화국과 중화민국 사이에 물적, 인적 교류는 거의 없었으며, 예외는 극소수에 불과했다. 대부분의 세력들은 중화인민공화국이 결국 대만을 침공하여 공산화시킬 것이라고 예상하고 있었다. 또한 미국조차 만일 중화인민공화국이 해협을 건너 전면전을 벌일 시 중국 본토와 대규모 전쟁을 감수하면서까지 장제스의 중화민국을 지켜줄 생각이 없었다. 하지만 상황은 한국 전쟁 이후 급격히 변했다. 조선민주주의인민공화국이 대한민국을 공격, 공산화시키려는 야심을 보이자, 자유의 수호자를 자처하던 미국은 더 이상 동아시아에서 공산주의가 세를 뻗쳐나가는 것을 두고만 볼 수 없었던 것이다. 해리 트루먼 대통령은 미 해군 7함대를 대만 해협으로 보냈고, 중화인민공화국과 중화민국 둘다 서로를 공격하는 것을 원천차단하고자 하였다.
대략 1971년 경까지는 중화민국이 여전히 나토의 대부분 국가들 등 서구권들에게 적법한 중국 대륙과 대만섬의 지배 정권으로 인정받고 있었다. 다만 소련 등 공산주의 정권들, 제3세계 국가들, 네덜란드와 영국과 같은 일부 서구권 국가들은 압도적으로 넓은 영토를 차지하고 있는 중화인민공화국을 실질, 합법적인 중국 대륙의 정부로 인정하고 있었다. 중화민국과 중화인민공화국 모두 스스로를 중국 유일 합법 정부로 주장했으며, 반대편을 반란 세력으로 몰았다. 내전은 교육에도 영향을 미쳤다. 정부들은 서로 반대편을 악마로 몰았고, 그 곳에 살고 있는 사람들이 극도로 비참한 삶을 살고 있는 것처럼 이야기했다. 심지어는 공적 매체에서도 서로를 '강도'라고 지칭할 정도였다. 중화민국은 이 시기 국민당이 1당 독재를 펼치며, 대만 독립을 외치는 세력들을 심하게 억압하였다.

### 관계 안정기 (1979~1998년)
1979년에 미국과 중화인민공화국이 국교를 수립하였으나, 장제스가 이끄는 중화민국 정부는 삼불정책(三不政策)을 내세워 중화인민공화국과의 관계 개선을 막았다. 삼불정책이란, 접촉하지 않고, 협상하지 않으며 대화하지 않는다는 뜻이다. 허나 이 정책은 1986년 5월, 중화항공 334편이 비행 도중 조종사에 의하여 피랍되어 광저우로 향하며 깨졌다. 장제스는 피랍된 중화민국 국민들을 데려오기 위하여 홍콩에 대사를 보내 이 문제를 중화인민공화국 관리들과 협상해야 했던 것이다. 이는 국부천대 이후 거의 처음으로 이루어진 양국 간의 평화적 만남이었고, 양안 관계의 터닝포인트로 평가받고 있다.
1987년, 중화민국은 자국 국민들이 본토를 방문하는 것을 허락하기 시작하였다. 이는 특히 대만으로 건너와 대륙에 있는 가족들과 헤어져 있어야만 했던 옛 노병들에게 큰 지지를 받았다. 이는 양측간 화해 분위기를 만들어내기 시작했고, 접촉이 늘어나자 양국 관계를 확립하기 위하여 더 많은 협상들이 이루어지기 시작하였다. 중화인민공화국은 중화민국의 투자를 촉진시키기 위하여 1988년에 22개조항을 발표했는데, 이 조항들에는 중화민국 소유 자본이 국유화되지 않을 것을 보장하였으며, 관세를 자유화하고 중화민국 국적 기업인들이 비자를 빠르게 받을 수 있도록 하였다. 중화민국은 상대 정부의 합법성을 인정하지 않으면서 실무적인 문제를 논의할 수 있도록 해협교류기금회(海峽交流基金會)를 창설하였고, 형식적으로나마 이를 비정부기관으로 만들어 운영했다. 한편 중화인민공화국은 국무원대만사무판공실 하에 해협양안관계협회(海峡两岸关系协会)를 새롭게 창설하여 이에 화답하였다. 이 두 협회를 통하여 정부들 간의 연락이 이루어졌고, 서로의 정통성을 인정하지 않는 한에서 긴밀히 교류하고자 하였다.
해협교류기금회와 해협양안관계협회는 각국의 명망높은 원로들의 주도 하에 이후 1992년에 점차 교류에 나서기 시작하였다. 이들은 1992년에 92공식을 발표하였다. 92공식은 중화인민공화국이 중화민국이 1992년 양안(兩岸)은 '하나의 중국'이라는 점에 합의했다는 의미를 담았다.
허나 이 시기에 당시 중화민국 총통이었던 리덩후이는 점차 대만 독립을 기조로 하여 정책을 펴기 시작하였다. 1990년대 이전까지만 하여도 국민당이 일당독재하였는데, 국민당은 중국 본토와의 통합을 중시하는 쪽이었다. 하지만 대만이 민주화되고, 여론이 점차 중국 본토와 거리를 두기 시작하자 정치인들도 이를 의식하지 않을 수 없던 것이다. 결국 중화민국 정부는 하나의 중국 정책을 점진적으로 버리기 시작하였고, 독립 대만을 추구하기 시작하였다. 상황이 이렇게 되자 인민해방군은 1996년 선거에서 대만 독립을 추구하는 범람연맹을 위협하기 위하여 미사일 등으로 위협하였고, 이를 제3차 타이완 해협 위기라고 칭한다. 1998년에 이르자, 정부간의 대화 라인도 끊어졌다.

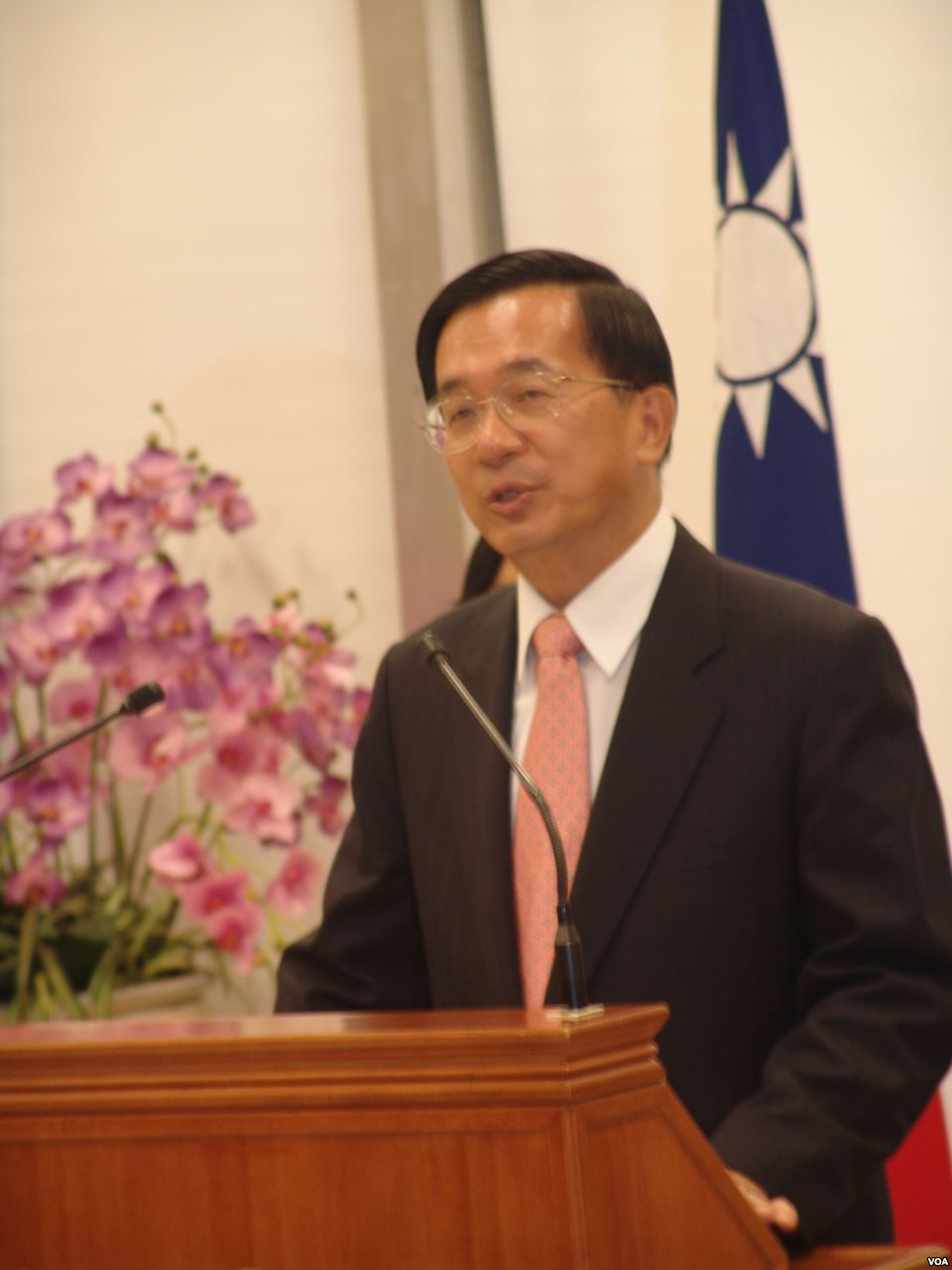
천수이볜 중화민국 총통

### 적대기 (1998~2008년)
2000년에는 첫 민주진보당 출신 총통인 천수이볜이 당선되었다. 천수이볜 총통은 강력한 대만 독립 지지자였으며, 92공식 자체를 딱히 받아들일 필요를 느끼지 않았다. 하지만 중화인민공화국은 끊임없이 92공식의 기본 합의를 받아들이라 종용하였으며, 양측의 이같은 입장차는 결국 협상을 파탄나게 만들었다.
2002년 후반에는 후진타오가 장쩌민의 뒤를 이어 중국공산당 중앙위원회 총서기에 올랐다. 천수이볜은 그 어떠한 전제조건 없이 협상을 진행할 것을 요구하였으나, 후진타오는 중화민국이 '하나의 중국'원칙을 지지하는 것을 전제로 해야만 협상에 응할 수 있다고 답하였다. 이처럼 협상은 지지부진하게 이어갔고, 천수이볜과 여당인 민주진보당은 대만 독립을 끊임없이 주장하며 중화인민공화국의 심기를 건드렸다. 이에 후진타오 총서기은 해협에 미사일을 배치하는 등 만일 대만이 전격적으로 독립하려 할 경우 중국 인민해방군이 무력을 동원할 것이라는 등 노골적인 협박을 하기 시작하였다. 또한 중화민국을 외교적으로 고립시키기 위하여, 중화인민공화국과 수교한 나라들에게는 중화민국을 인정하지 않거나 수교를 끊도록 하는 등 압박을 지속하였다.
천수이볜은 2001년, 50년 만에 중화인민공화국과의 직접적인 무역과 투자를 허용하였고, 양안 경제협력 기조협의(ECFA)의 초석을 놓았다. 2003년 이라크 전쟁 동안에는, 중화인민공화국은 중화민국 국적의 항공사들이 중국 본토 영공을 취항할 수 있도록 허가하였다. 천수이볜이 2004년에 재선에 성공하자, 후진타오는 이전의 유화 접촉 정책에서 벗어나 새로운 정책을 꺼내들었다. 중국 본토는 대만에게 비접촉 정책을 계속하는 하고 천수이볜 정부와 연락 자체를 취소하였다. 또한 군사적인 도발들을 지속하며 대만을 위협하였고, 외교적인 방법들을 동원하여 중화민국을 국제적으로 고립시키고자 하였다. 2005년 3월에는 전국인민대표대회에서 반분열국가법을 통과시켰고, 대만에서 계속 독립을 주장한다면 무력을 동원하여서라도 이를 진압하겠다는 뜻을 법에 명문화하였다. 중화인민공화국은 이와 같은 적대적인 정책들을 펼치는 한편, 대만 내의 친중 세력들과 활발히 접촉하였다. 특히 2004년, 후진타오 총서기은 삼통(三通) 정책을 꺼내들며 중화민국 내 친중 세력들과의 거리를 좁혔으며, 양 쪽을 동일한 자격으로 인정하고 협상하기로 인정하였다. 다만 '하나의 중국' 원칙을 인정하는 것을 협상의 전체조건으로 삼는 것만큼은 절대 물리지 않았다. 중국 공산당은 대만 내 상대적인 친중 세력이자 야당이었던 중국 국민당과의 교류를 늘렸으며, 국공합작이나 중일전쟁 때 같이 싸웠던 경험들을 내세우며 서로 간의 친밀감을 높이고자 노력했다.

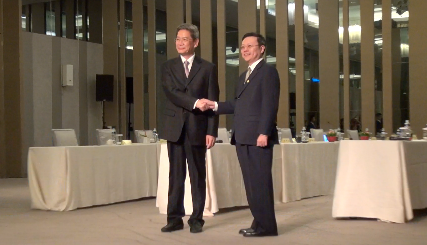
양안 회담

### 관계 개선기 (2008~2016년)
2005년, 친중파였던 범람연맹 인사들이 대거 방중하며 중화인민공화국과 중화민국 간의 관계는 또다시 변혁점을 맞는다. 이 때 후진타오 총서기과 국민당의 당수였던 롄잔이 만났다. 2008년 3월 22일, 중국 친화적인 국민당 소속의 마잉주가 중화민국의 총통으로 당선되었고, 국민당이 입법원에서도 다수당을 차지하였다.
중화민국 내에서도 친중적인 국민당이 집권하자, 중화인민공화국과 중화민국은 급격히 관계가 개선되기 시작하였다. 후진타오 총서기은 전 국민당 당수였던 우포슝을 만났고, 이는 중국 공산당과 중국 국민당의 집권 당수로는 처음으로 만난 자리였다. 후진타오 총서기과 우포슝은 92공식을 앞으로도 합의하여 지켜나갈 것을 다짐하였고, 국민당이 대만 독립을 원치 않는다고 천명하였다. 또한 국민당이 '대만의 정체성'을 주장하는 것이 '대만의 자주 독립'을 의미하지는 않는다고 후진타오 총서기을 설득하였던 것이다. 이에 화답하여 후진타오는 중화인민공화국의 일부 군사적 행동이 중화민국 국민들이 신변이 위험하다고 여길 수 있게 만들었다고 시인하였으며, 중화민국의 희망사항이었던 세계보건기구에 가입하는 것에 대한 논의를 시작하였다. 후진타오 총서기과 마잉주 총통은 92공식이 앞으로의 양안 관계의 기본적인 전제일 것이라고 합의하였다. 2008년 3월 26일, 후진타오 총서기은 미국 대통령 조지 W 부시와 전화통화를 가졌고, 92공식이 '양 측 모두 '하나의 중국'에 동의하나 그 정의에 의견 차이가 있을 뿐'이라고 해명하기도 했다. 이후 삼통 정책에 의거하여 접촉이 원활하게 이루어졌고, 중화인민공화국과 중화민국 간에 직통 항공 노선이 개통되었다. 또한 마잉주 전 총통은 '상호적으로 인정하지 않는 관계를 상호적으로 부정하지 않는 관계로 바꾸어야 한다' 등의 발언을 하며, 중국 본토와의 통합을 추진하였다.
2008년 6월 12일, 92공식에 기반한 정부 기관 회의가 베이징에서 열렸다. 다만 서로는 여전히 상대국을 법적으로 인정하지 않은 상태였기에, 형식적으로는 각국의 공식적인 대표들이 아니라 해협교류기금회와 해협양안관계협회가 모여 회의를 여는 것으로 결정되었다. 다만 이 회의에 참석한 인사들은 대부분 정부의 핵심 인사였으며, 논의된 문제들도 실질적인 양국 관계 사이의 사안들이었다. 이후 6월 13일에 합의안이 도출되었으며, 이 합의안에는 7월 4일부터 양측간 직통 노선을 개통하며 중화민국이 매일 3천 명에 달하는 본토 방문객들을 받아줄 것을 명시하였다.
2009년 5월 1일에는 양국 경제 협력 역사상의 시금석이라 불릴만한 사건이 일어났다. 중화민국의 금융감독위원회(金融監督委員會)는 1949년에 분단된 이래 처음으로 중국 본토의 자본가들이 중화민국 시장에 직접적으로 투자하는 것을 허가하였다. 이때부터 본토의 투자자들이 회사 가치의 10분의 1을 넘지 않는 선에서 회사의 지분들도 보유할 수 있게 되었으며, 중국 투자를 통하여 중화민국의 경제도 발전시키려는 의도도 깔려있었다. 또한 양국 간 경제적 협력이 늘어나면 전쟁 발발하였을 때 서로 간의 기회비용도 더 커지므로, 양국 간의 경제 연대를 끈끈히 하여 전쟁을 막고 평화를 고착화시키려는 의도도 있었다. 이후 중화인민공화국 최대 이동통신사인 중국이동통신이 처음으로 중화민국에서 3번째로 거대한 전기통신 기업 FarEasTone에 5억 달러가 넘는 투자를 하였고, 12%에 달하는 지분을 소유하게 되었다. 마잉주 총통은 이같은 경제조치와 함께 대만 해협에 있는 중화인민공화국의 미사일 기지들을 해체하여 달라고 요구했지만, 본토에서는 별 반응을 보이지 않았다.
2016년 3월, 전 사법원장이 5일동안 중국 본토를 방문하였고, 1949년 이래 처음으로 본토를 방문한 중화민국 장관으로 기록되었다.

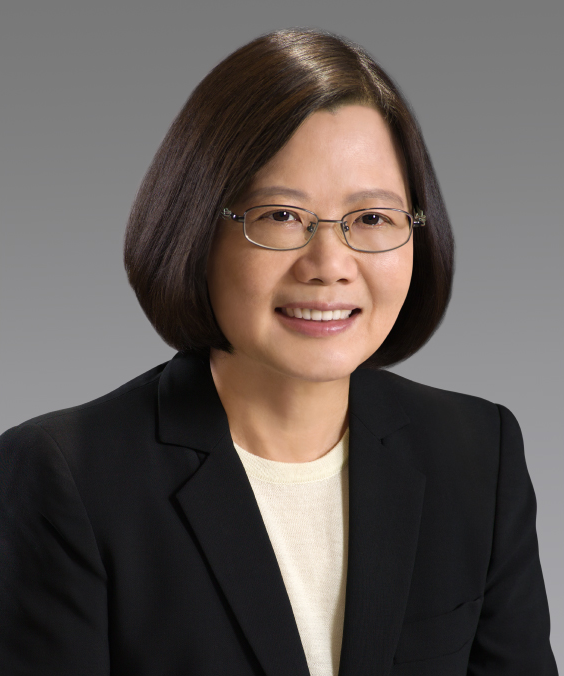
차이잉원 중화민국 총통

### 관계 악화기 (2016년~현재)
2016년 중화민국 대선에서, 반중 성향이 강한 민주진보당과 차이잉원 총통이 압도적인 승리를 거두었다. 직후 베이징은 차이잉원 총통이 92공식을 거절한 데에 대하여 유감을 표명하였다.
2016년 6월 1일, 마잉주 전 총통은 홍콩을 방문하여 홍콩 컨벤션 센터에서 양안 관계와 동아시아에 대한 연설을 할 예정이었으나, 차이잉원 총통이 이를 막았고 화상으로 대신 연설하도록 하였다. 이듬해 10월, 차이잉원 총통은 양측이 구시대적인 발상과 악습들을 버리고 완전히 새로운 양안 관계를 열어나가기를 바란다고 밝혔으며, 제19차 중국공산당 전국대표대회가 끝난 이후에도 긍정적인 인연을 이어나가기를 원한다고 말했다. 다만 중국 본토 측은 2016년에 차이잉원 총통이 당선된 이후 침묵을 지켰다.
19차 중국공산당 전국대표대회에서, 시진핑 위원장은 중화인민공화국의 대만에 대한 지배력을 확실히 하고자 하였다. 그는 '우리는 그 어떠한 종류의 대만 독립 행위에 대해서도 이를 억제하기 위한 충분한 억제력을 가지고 있다'라고 표명하였다. 또한 이와 함께 만일 대만 정부가 92공식을 지키는 한이라면 열린 마음으로 협상을 진행할 생각이 있다고 말하였다. 그의 연설 내용은 다수의 중화민국 국민들에게 불쾌감을 불러일으켰으며, 베이징의 권력자들이 중화민국을 딱히 대우하여주지 않는다는 생각을 갖게 만들었다. 이후 중화인민공화국은 중화민국을 방문할 수 있는 관광객의 수를 대폭 줄였으며, 차이잉원 총통을 압박하기 위하여 온갖 방법들을 동원하였다. 또한 교황청과 팔라우 등에 압박을 넣어 중화민국과 수교를 끊으라고 협박하기도 하였다.
2018년 4월, 대만의 독립을 요구하는 단체들이 모여 포르모사 연합(Formosa Alliance)를 결성하였으며, 중국 본토의 증가하는 압박에 맞서 단일 대오를 형성하고자 하였다. 포르모사 연합의 목표는 중화민국의 국명을 대만 공화국으로 바꾸고, 이 국명으로 유엔에 가입하는 것이다. 물론 하나의 중국을 천명한 중화인민공화국 측에서는 이를 극도로 꺼려하였고, 2018년 5월에 이르자 이같은 움직임을 차단하기 위하여 군사행동까지 벌이기 시작하였다.
2018년, 외교 잡지 《더 디플로맷》(The Diplomat)은 중화인민공화국이 중화민국에 대해 '하이브리드 공격'에 나섰다고 전했다. 차이잉원 총통과 정치인들, 그리고 여러 해외 언론들은 중화인민공화국이 중화민국 사회에 혼란을 불러일으키기 위하여 가짜 뉴스들을 고의적으로 퍼뜨리고, 투표자들을 교란시키며 2018년 중화민국 지방선거에서 더 중국 본토에 친화적인 인사들을 당선시키기 위하여 애를 쓰고 있다고 비난하였다. 게다가 중국공산당이 2020년에 본격적으로 터진 코로나 19 사태에 일부러 잘못된 정보들을 중화민국 내부로 흘려넣고 있다고 조사 결과 밝혀지기도 하였다.
2020년 1월, 차이잉원 총통은 이미 중화민국이 독립적인 국가이며, 베이징은 이 사실을 직시해야 할 것이라고 말했다. 로이터 통신에 의하면, 2020년에 이르자 중화민국 대중들이 본토에 대하여 한층 더 적대적으로 변했으며, 특히 2019-2020 홍콩 시위에서 중화인민공화국이 시민들의 민주주의 요구를 억압적으로 짓밟는 모습을 보며 일국양제 정책에 대하여 회의감을 가졌다고 전했다. 게다가 중화인민공화국이 고의적으로 코로나19 시국에도 세계보건기구에서 중화민국을 배제시켰다는 점도 대중들에게 비판받는 요인들 중 하나이다. 상황이 이에 이르자, 상대적으로 친중적이라는 평을 들었던 중국국민당도 끊임없이 떨어지는 지지율을 회복하기 위하여 중국 본토와의 관계를 다시 재고해 보겠다고 밝힐 정도였다.

## 같이 보기
- 하나의 중국
- 두 개의 중국
- 대만 문제
- 양안통일
- 남북 관계
- 분리주의